# Banca d'Italia
De Banca d'Italia is de centrale bank van Italië, deze is vergelijkbaar met De Nederlandsche Bank of de Nationale Bank van België. De Banca d'Italia is aangesloten bij het Europees Stelsel van Centrale Banken en is gevestigd in het Palazzo Koch in Rome.

## Geschiedenis
Na de Risorgimento werd in 1862 de Italiaanse lire geïntroduceerd. Vijf banken kregen het recht geld uit te geven en na de annexatie van Rome in 1870 kwam daar een zesde bank bij. Vier banken waren particuliere instellingen en twee waren staatseigendom, alle zes stonden onder toezicht van de staat. Rond 1890 was er sprake van een crisis, de banken hadden te veel geld uitgeleend en dreigden failliet te gaan, en dit leidde tot een nieuw bankwet.
De bank ontstond in 1893 na een fusie van vier grote banken en Banca d'Italia kreeg als enige het recht bankbiljetten uit te geven. In de wet werd ook de verhouding vastgelegd tussen de goud- en de geldhoeveelheid en het nationaal belang kreeg prioriteit boven die van de particuliere aandeelhouders. Tijdens de Eerste Wereldoorlog was de bank actief betrokken bij de financiering van de strijd en de goudstandaard werd losgelaten. Pas in 1928 werd die verhouding hersteld.
In 1936 werd de Banca d'Italia ook de toezichthouder van de andere banken. Particuliere aandeelhouders werden uitgekocht en de bank werd staatseigendom. Italië kwam verzwakt uit de Tweede Wereldoorlog, de lire was minder dan 10% waard in vergelijking tot de waarde voor het uitbreken van de oorlog. De inflatie was hoog en het was de eerste prioriteit van de bank deze weer naar een aanvaardbaar niveau terug te brengen. Het beleid was succesvol en er volgde een periode van uitzonderlijk hoge economische groei in de jaren vijftig en zestig van de twintigste eeuw dat bekend werd als het Italiaans economisch wonder.
In augustus 1971 eindigde het Systeem van Bretton Woods en de wisselkoers begon te zweven. In 1973 steeg de olieprijs sterk door de oliecrisis en kwam het economische wonder tot zijn einde. Italië kampte langdurig met een lage economische groei en hoge inflatie. Banca d'Italia nam maatregelen om de kredietgroei af te remmen door de rente te verhogen en ook werd de handel in buitenlandse valuta beperkt om de wisselkoers te beschermen. In december 1978 werd Italië deelnemer aan het Europees Monetair Stelsel. De lire mocht 6% fluctueren om de afgesproken spilkoers, voor ander landen was de marge 2,25%, omdat de inflatie nog ver boven het Europese gemiddelde lag.
In het begin van de jaren 80 van de 20e eeuw werd de centrale bank onafhankelijk van de Italiaanse regering. Met de ondertekening van het Verdrag betreffende de Europese Unie in Maastricht in februari 1992 werd de basis gelegd voor de euro die in januari 2002 de plaats van de lire overnam. Op 1 juni 1998 werd de Europese Centrale Bank opgericht en hiermee gingen een aantal belangrijke taken van Banca d'Italia over. Overgebleven is het toezicht op de Italiaanse banken.
Na het schandaal rond Antonio Fazio wordt de Governatore (president) van de bank niet meer voor het leven benoemd, maar voor een periode van zes jaar met een eenmalige mogelijkheid tot herbenoeming. Mario Draghi was de eerste die onder deze nieuwe maatregel werd benoemd. Hij verliet de bank in oktober 2011 om bij de Europese Centrale Bank aan de slag te gaan.

## Gouverneurs
- Bonaldo Stringher (3 juli 1928 - 24 december 1930)
- Vincenzo Azzolini (10 januari 1931 - 4 juni 1944)
- Luigi Einaudi (5 januari 1945 - 11 mei 1948)
- Donato Menichella (7 augustus 1948 - 17 augustus 1960)
- Guido Carli (18 augustus 1960 - 18 augustus 1975)
- Paolo Baffi (19 augustus 1975 - 7 oktober 1979)
- Carlo Azeglio Ciampi (8 oktober 1979 - 29 april 1993)
- Antonio Fazio (4 mei 1993 - 20 december 2005)
- Mario Draghi (29 december 2005 - 31 oktober 2011)